# Polokwane
Polokwane (do roku 2005 Pietersburg) je město v Jihoafrické republice, hlavní město provincie Limpopo. Populace města přesahuje 500 tisíc, město je největší a nejdůležitější na sever od Gautengu.

## Dějiny
Do roku 2005 se město jmenovalo Pietersburg.

## Partnerská města
- Bulawayo, Zimbabwe

- Reggio Emilia, Itálie